# Gudivada
Gudivada es una ciudad y  municipio situada en el distrito de Krishna  en el estado de Andhra Pradesh (India). Su población es de 118167 habitantes (2011). Se encuentra a 68 km de Guntur y a 43 km de Vijayawada. 

## Demografía
Según el censo de 2011 la población de Gudivada era de 118167 habitantes, de los cuales 59062 eran hombres y 59105 eran mujeres. Gudivada tiene una tasa media de alfabetización del 81,64%, superior a la media estatal del 67,02%: la alfabetización masculina es del 85,54%, y la alfabetización femenina del 77,75%.